# رزم‌ناو کلاس او
بتل‌کروزر کلاس او (به انگلیسی: O-class battlecruiser) یک کلاس از کشتی است که طول آن ۲۵۶ متر (۸۴۰ فوت) می‌باشد.